# Salvador Albert i Pey
Salvador Albert i Pey (Palamós, Baix Empordà, 2 de desembre de 1868 - Cerdanyola del Vallès, Vallès Occidental, 1944) va ser un polític i escriptor català.Fill de Joan Albert i Gubert natural de La Bisbal d'Empordà i de Dolors Pey i Llobet de Sant Llorenç de Morunys. Es va casar l'any 1891a Sant Feliu de Guíxols amb Aurora Sala i Albert.

## Acció política
Estudià dret, però no acabà la carrera. De jove va militar en el republicanisme possibilista, representat primer per la UFNR i després pel Partit Republicà Català. A les eleccions generals espanyoles de 1910 i 1914 fou elegit diputat per La Bisbal, fent-se famós a tot el país per superar el que en principi era el gran favorit, Francesc Cambó. Gràcies als electors de Sant Feliu de Guíxols, que el van triar massivament, va anar revalidant l'acta de diputat a les eleccions de 1916, 1918, 1919, 1920 i 1923. En aquestes conteses sovint participava de coalicions republicanes, d'esquerres i catalanistes. Juntament amb Joaquim Salvatella formava part de l'anomenat "baluard empordanès" per la fidelitat que els mostraven els seus electors.
Proclamada la Segona República Espanyola, fou elegit diputat a les eleccions generals espanyoles de 1931 per ERC, essent el candidat amb més vots de tota la província de Girona. Just després fou nomenat ambaixador espanyol a Bèlgica (1931-1934). Després de la guerra civil espanyola va romandre empresonat a Girona a la mateixa cel·la que Carles Rahola i Llorens, i fou alliberat poc abans de morir.

## Obres
Van destacar els seus estudis sobre Amiel i Ibsen i col·laborà a la Revista de Catalunya, La Publicitat, La Jornada, i El Imparcial de Madrid. També va escriure poemes molt influïts per Joan Maragall
Poesia
- Florida de tardor, (1918)
- "Les hores que tornen" (1920)?
- Confins, (1921)
- Òpals, (1924),
- El Cuatre fulls del meu poema, (presentat als Jocs Florals de Barcelona de 1924)[4]

Novel·la
- Ideal, (1898)

Teatre
- El despertar d'un cor, (1896)

Assaig
- Amiel, (1919)
- El tesoro dramático de Henrik Ibsen, (1920)

## Fons personal
El seu fons personal es conserva a l'Arxiu Nacional de Catalunya. Consta de 40 cartes de Salvador Albert i Pey adreçades a Encarnació Gimeno entre 1929 i 1942. Inclou també 3 cartes d'Aurora Sala, esposa de Salvador Albert, i 1 cara de Salvador Albert a Joan Borrell i Nicolau (1931). El contingut de la correspondència és privat.